# Pantalones caderados

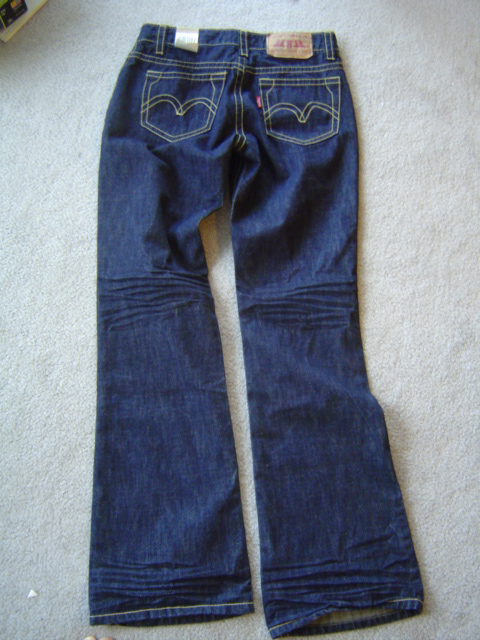
pantalones a la Cadera

Los pantalones caderados o a la cadera son pantalones que usan tanto hombres como mujeres, generalmente hechos de mezclilla y ajustados alrededor de las caderas y los muslos, mientras que usualmente tiene las piernas inferiores acampanadas o bota campana. Los pantalones caderados fueron diseñados por primera vez por Irene Kasmer en 1957 en Los Ángeles, California. Fueron usados por los mods a mediados de la década de 1960 y principios de la década de 1970. A fines de la década de 1970, se produjo el regreso de los amantes de los caderados en la escena disco. También se usaron, pero en menor medida, a principios de la década de 1980, pero reaparecieron en la década de 2000 Los pantalones a la cadera de la década de 2000 se distinguieron por la rigidez de la rodilla, así como por la baja altura de los jeans, generalmente muy por debajo del ombligo. Este es el producto del estilo de corte de bota.
Los estilos vistos de 2000 pantalones que no eran tan bajos como los introducidos en 2001, con una especie de "falso" protector de cadera introducido. La cintura era algo alta, con las trabillas anchas, que daban la ilusión de pantalones de corte bajo mientras cubrían más del cuerpo.
Los caderados se pueden usar en una variedad de estilos diferentes, a veces "usado" bajo para exponer las nalgas en diferentes grados. También hay variaciones de caderados creados con un material diseñado para estirar y  materiales de estiramiento más ajustados que varían en color.